# Мраморно попче
Мраморното попче (Proterorhinus marmoratus) е вид риба с дължина до 11 cm и тегло до 10 – 15 г. Разпространено е в Черно, Азовско и Каспийско море. По българското крайбрежие населява всички езера и устия на реки. Среща се още в р. Дунав, р. Марица, р. Тунджа. Обитава слабо солени и сладки води. Придържа се на плитки места, с подводна растителност. Полово съзрява на 1 година. Размножава се през април – май. Храни се с дребни ракообразни и червеи. Поради малките си размери и ниската си численост няма стопанско значение. 

## Природозащитен статут
- Червен списък на световнозастрашените видове (IUCN Red list) - Незастрашен (Lower risk/least concern LR/lc) [3]